# Estação Ferroviária de Algés
A Estação Ferroviária de Algés é uma interface da Linha de Cascais, que serve a freguesia de Algés, no município de Oeiras, em Portugal. A estação conta com três linhas e uma passagem inferior pedonal, efectuando paragem aqui todos os comboios da Linha de Cascais.

## Descrição

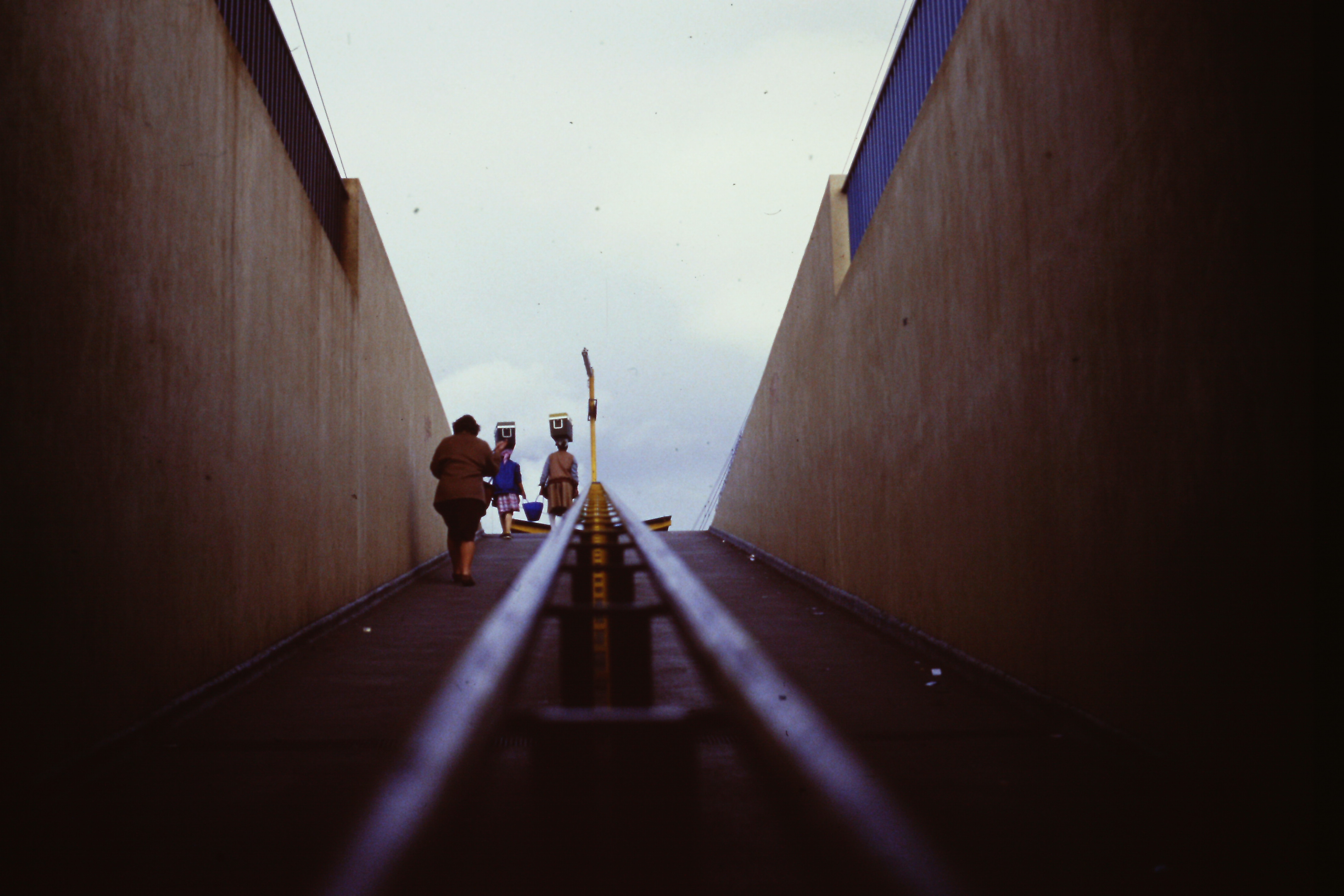
Acesso às plataformas a partir do átrio subterrâneo (foto da década de 1980).

### Localização e acessos
Esta interface tem acesso pelo epónimo Largo da Estação, na localidade de Algés. Apesar da estação estar localizada integralmente dentro dos limites do município de Oeiras, a C.P. considera-a uma estação intermunicipal para fins tarifários, sendo utilizável por passageiros portadores de títulos válidos apenas para o concelho de Lisboa.

### Infraestrutura
Esta interface apresenta três vias de circulação, identificadas como LA, LD, e LC, com comprimentos de 261, 239, e 233 m, respetivamente; as plataformas têm todas 110 cm de altura, e 200 m de extensão; existe ainda uma via secundária, identificada como "Resguardo", com comprimento de 160 m; todas estas vias estão eletrificadas em toda a sua extensão.

### Serviços
Em dados de 2023, esta interface é servida por comboios de passageiros da C.P. de tipo urbano no serviço “Linha de Cascais” tipicamente com um total de 102 circulações diárias em cada sentido ligando ao Cais do Sodré, das quais 32 têm término em Oeiras e as restantes em Cascais.

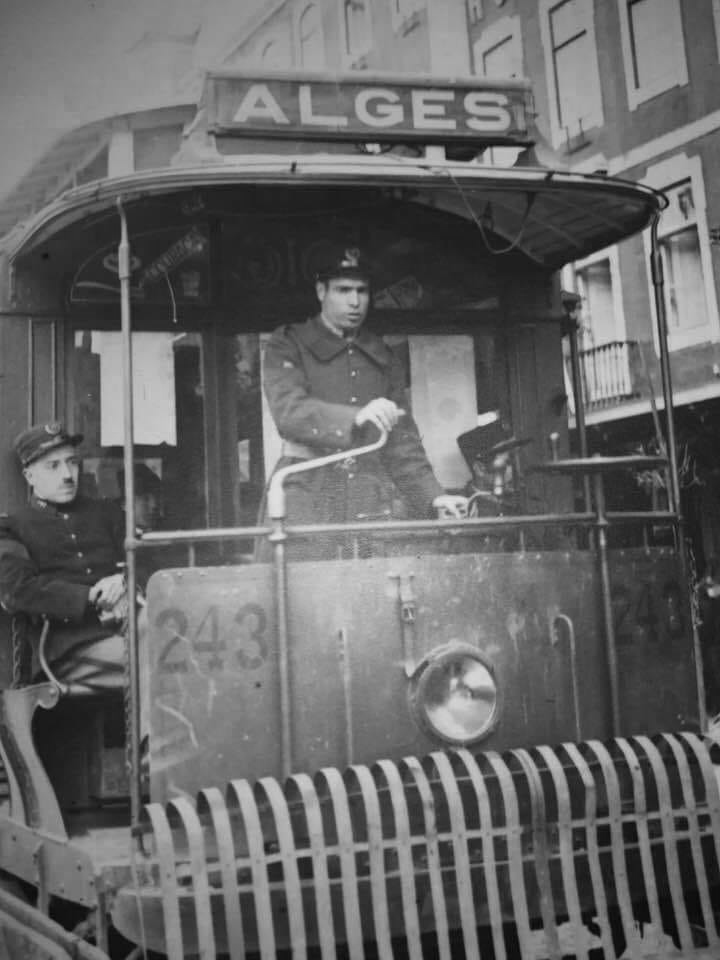
Elétrico da Carris com destino a Algés, em inícios do século XX.

## História

### Século XIX
Esta interface insere-se no lanço entre Cascais e Pedrouços da Linha de Cascais, que foi inaugurado em 30 de Setembro de 1889, desde logo com via dupla, pela Companhia Real dos Caminhos de Ferro Portugueses. O edifício da estação foi instalado junto ao entroncamento da antiga estrada de Carnaxide com a Estrada Real. A chegada do caminho de ferro trouxe um grande desenvolvimento a Algés, que deixou de ser uma simples aldeia, tendo-se tornado um arrabalde elegante da capital.
Em 1896, a Companhia Real previa a instalação de iluminação a gás em várias estações da Linha de Cascais, incluindo a de Algés.

### Século XX
Em 1901, foi eletrificada a linha da Carris que ligava Algés (=“Ribamar”) ao centro de Lisboa (atual 15E), até então a tração animal. Em 16 de Março de 1902, a Gazeta dos Caminhos de Ferro noticiou que tinha sido instalada na estação de Algés, a título experimental, uma sineta que avisava com antecedência da partida dos comboios para o Cais do Sodré. Em 1913, existiam carreiras de diligências entre a estação de Algés e as localidades de Algés de Cima, Carnaxide, Linda-a-Pastora e Linda-a-Velha.

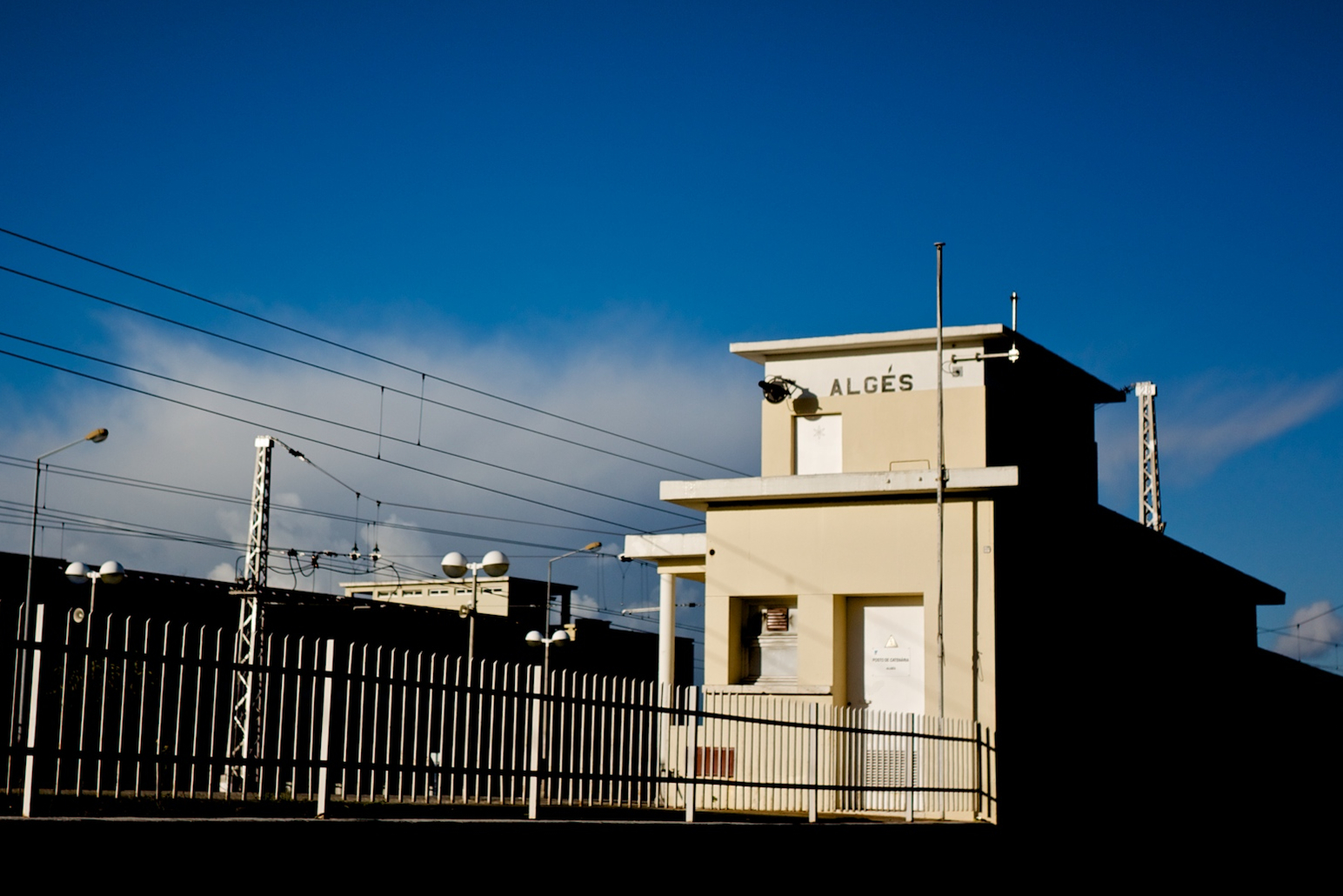
O novo edifício de passageiros da estação de Algés, construído em 1940 (já em desuso nesta foto de 2010).

Em 7 de Agosto de 1918, a Companhia dos Caminhos de Ferro Portugueses arrendou a gestão da Linha de Cascais à Sociedade Estoril, que devia proceder à sua modernização e electrificação, além da remodelação das estações, incluindo a de Algés. O processo de modernização permitiu um aumento tanto no número e na velocidade dos comboios, levando a profundas modificações nos horários, incluindo a introdução dos serviços semi-rápidos, que iam sem parar até aqui, e depois tinham paragens alternadas durante o resto do percurso. Em 1933, o edifício da estação foi alvo de trabalhos de conservação.
Em 1940, a Sociedade Estoril alterou o traçado da Linha de Cascais entre a Cruz Quebrada e Alcântara-Mar, devido à prepração da Exposição do Mundo Português e a instalação das avenidas do Porto e da Índia, tendo sido construída uma nova estação em Algés. O novo traçado entre o Bom Sucesso e o Dafundo foi inaugurado em 18 de Junho de 1940, embora a Gazeta dos Caminhos de Ferro de 1 de Julho de 1940 informado que ainda estava em obras a nova estação.

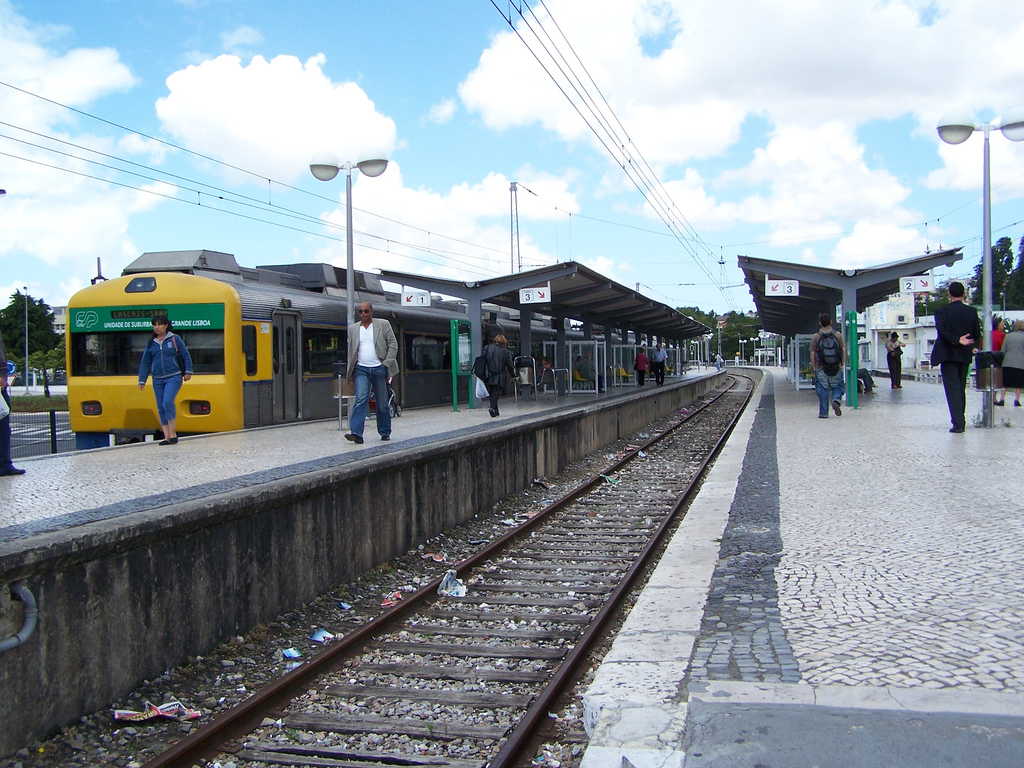
Comboio da série 3150 na estação de Algés, em 2007.

### Século XXI
Em Junho de 2010, uma mulher foi colhida por um comboio no interior da estação de Algés, tendo sofrido apenas ferimentos ligeiros. Em 29 de Abril de 2011, as catenárias em Paço de Arcos foram danificadas por uma forte queda de granizo, obrigando ao encerramento provisório do troço entre esta estação e Oeiras. No dia 8 de Fevereiro de 2013, uma composição descarrilou quando estava prestes a entrar nesta estação, vinda de Cascais, sem fazer quaisquer feridos.
As chuvadas de início de Dezembro de 2022 levaram à inundação da gare da estação de Algés, situada sob a via e plataformas: Apesar de a circulação ferroviária se manter imperturbada, foi determinado o encerramento da gare «por tempo indeterminado», tendo as instalações subterrâneas sido reabertas ao público na manhã de 11 de dezembro — permanecendo porém indisponíveis as «bilheteiras, máquinas de venda automática e validadores».
Em Maio de 2025, foi encontrada uma cobra-ferradura no interior de uma das máquinas de venda de bilhetes desta estação, que estavam desmontadas para substituição; o animal foi removido sem incidentes.